# Union philatélique internationale
L’Union philatélique internationale (UPI) a été fondée en 1948. Le but de l'association est de « faire de la philatélie un art populaire ». Ce fut le 10 août 1949 que la déclaration était acceptée sous le n° 14.089. Elle paraissait au Journal officiel des 5 et 6 septembre 1949.
L'UPI est issue de la fusion de 3 sociétés fondées au lendemain de la Libération: La C.M.J.P. (Chaîne mondiale du jeune philatéliste), fondée par Jean Demory, le "Jeune échangiste", fondée par André Rey et une société du Mans forte alors d'une trentaine d'adhérents. 
Le but de l'association est de permettre à toutes et à tous de pratiquer la philatélie et d'y trouver du plaisir quels que soient ses revenus, sa culture, son éducation et ses centres d'intérêt. 
Ses membres veulent que la philatélie soit un loisir de masse et que chacun puisse y trouver sa voie.
L'UPI édite la revue Philatélie Populaire dont déjà plus de 500 numéros sont parus depuis le premier numéro en 1951.
La vocation de l'association est d'aider les philatélistes à constituer leur collection.